# Memoriał Alfreda Smoczyka 1985
XXXV Memoriał Alfreda Smoczyka odbył się 21 lipca 1985 r. Wygrał Jerzy Rembas z Gorzowa Wlkp.

## Wyniki
- 21 lipca 1985 r. (niedziela), Stadion im. Alfreda Smoczyka (Leszno)
- Najlepszy Czas Dnia: Mirosław Berliński - w 7 wyścigu - 67,10 sek.

| Msc. | Zawodnik                  | Klub/Kraj             | Pkt  |              |  |
| ---- | ------------------------- | --------------------- | ---- | ------------ |  |
| 1    | (4) Jerzy Rembas          | Stal Gorzów Wlkp.     | 14   | (3,3,3,3,2)  |  |
| 2    | (1) Zenon Kasprzak        | Unia Leszno           | 12   | (2,3,1,3,3)  |  |
| 3    | (12) Wojciech Żabiałowicz | Apator Toruń          | 11+3 | (3,0,3,2,3)  |  |
| 4    | (15) Mirosław Berliński   | Wybrzeże Gdańsk       | 11+2 | (3,3,1,2,2)  |  |
| 5    | (5) Antoni Skupień        | ROW Rybnik            | 11+1 | (3,2,2,1,3)  |  |
| 6    | (8) Piotr Pyszny          | ROW Rybnik            | 10   | (1,2,3,3,1)  |  |
| 7    | (16) Jan Krzystyniak      | Falubaz Zielona Góra  | 10   | (2,1,2,2,3)  |  |
| 8    | (11) Bronisław Klimowicz  | ROW Rybnik            | 8    | (2,2,3,d,1)  |  |
| 9    | (6) Piotr Żyto            | Wybrzeże Gdańsk       | 8    | (2,3,0,1,2)  |  |
| 10   | (3) Henny Kroeze          | Holandia              | 7    | (0,1,2,3,1)  |  |
| 11   | (2) Piotr Podrzycki       | Start Gniezno         | 7    | (1,2,w,2,2)  |  |
| 12   | (10) Jacek Brucheiser     | Ostrovia Ostrów Wlkp. | 4    | (1,1,2,0,0)  |  |
| 13   | (9) Dietmar Lieschke      | NRD                   | 3    | (0,1,1,0,1)  |  |
| 14   | (14) Jerzy Kochman        | Śląsk Świętochłowice  | 2    | (1,w,0,1,0)  |  |
| 15   | (13) Dariusz Baliński     | Unia Leszno           | 2    | (0,0,1,1,0)  |  |
| 16   | (7) Wolfgang Buschke      | NRD                   | 0    | (0,0,u,-,-)) |  |
|      | rez. Zbigniew Krakowski   | Unia Leszno           | 0    | (0,0)        |  |

Bieg po biegu
1. (67,40) Rembas, Kasprzak, Podrzycki, Kroeze
2. (68,00) Skupień, Żyto, Pyszny, Buschke
3. (67,60) Żabiałowicz, Klimowicz, Brucheiser, Lieschke
4. (68,40) Berliński, Krzystyniak, Kochman, Baliński
5. (67,70) Kasprzak, Skupień, Lieschke, Baliński
6. (69,40) Żyto, Podrzycki, Brucheiser, Kochman (w)
7. (67,10) Berliński, Klimowicz, Kroeze, Buschke
8. (67,40) Rembas, Pyszny, Krzystyniak, Żabiałowicz
9. (67,90) Klimowicz, Krzystynikak, Kasprzak, Żyto
10. (70,10) Żabiałowicz, Skupień, Berliński, Podrzycki (w)
11. (68,50) Pyszny, Kroeze, Lieschke, Kochman
12. (69,40) Rembas, Brucheiser, Baliński, Buschke (u)
13. (67,50) Kasprzak, Żabiałowicz, Kochman, Krakowski / Krakowski za Buschke
14. (68,80) Pyszny, Podrzycki, Baliński, Klimowicz (d)
15. (69,00) Kroeze, Krzystyniak, Skupień, Brucheiser
16. (brak czasu) Rembas, Berliński, Żyto, Lieschke
17. (68,40) Kasprzak, Berliński, Pyszny, Brucheiser
18. (69,60) Krzystyniak, Podrzycki, Lieschke, Krakowski / Krakowski za Buschke
19. (69,50) Żabiałowicz, Żyto, Kroeze, Baliński
20. (69,10) Skupień, Rembas, Klimowicz, Kochman
21. - Bieg dodatkowy o trzecie miejsce: (69,10) Żabiałowicz, Berliński, Skupień